# Programibilni pojačavač
Programabilni pojačavač je pojačavač koji može da proizvede različito pojačanje u zavisnosti od stanja na njegovom ulazu. Najznačajnija primjena ovakvih pojačavaca jeste automatska regulacija pojačanja (engl. AGC-automatic gain control), koja ima široku primjenu u radio tehnici, televiziji, telefoniji,itd. Regulaciju pojačanja omogućava nelinearnost prenosne karakteristike pojačavaca. Programabilni pojačavaci nalaze razne primjene kao što su automatsko pomjeranje opsega, dinamička promjena pojačanja, koriste se kod informacionih sistema.
Njihive prednosti su što su laki za upotrebu i ne zauzimaju veliki prostor.

## Programabilni pojačavac sa operacionim pojačavačem
Kada su u pitanju načini povezivanja operacionog pojačavača, razlikujemo invertujuću i neinvertujuću konfiguraciju.
Izlazni napon kod invertujućeg pojačavača:
{\displaystyle V_{i}=-{\frac {R_{2}}{R_{1}}}V_{u}}
Izlazni napon kod neinvertujućeg pojačavača:
{\displaystyle V_{i}=(1+{\frac {R_{1}}{R_{2}}})V_{u}}
Za formiranje pojačavaca programabilnog pojačanja mogu biti korišćene obje konfiguracije. Promjena bilo kojeg otpornika (R1 ili R2) dovodi do promjene pojačanja.
Pri povoljnom odabiru vrijednosti ovih otpornika možemo dobiti neke specifične vrijednosti pojačanja,npr. pojačanje x10 ili x100.Pod uticajem temperature ovo pojačanje bi moglo da se promijeni pa se zbog toga programabilni pojačavaci prave u integrisanoj tehnici, a otpornici se obrađuju laserski.Na taj način postižemo konstantnost njihovog odnosa.

## Integrisani programabilni pojačavač
- Blok šema
- Blok šema

Navešćemo par integrisanih programabilnih pojačavaca različitih proizvođača.
- programabilni pojačavac LTC 6910
- programabilni pojačavac CS 3301

Ovo kolo predstavlja niskošumni pojačavac sa programabilnim pojačanjem koji ima multipleksirani diferencijalni ulaz i diferencijalne izlaze.
Osnovne karakteristike: mala potrošnja, jednosmjerni propusni opseg, malo ukupno krivljenje harmonika, unipolarna i bipolarna konfiguracija napajanja.
- programabilni pojačavac PGA 102

Za svako od pojačanja postoji nezavisan ulaz ,što omogućava f-ju multipleksiranja ulaznih signala.Podešeni otpornici su laserski obrađeni kako bi dali precizno pojačanje.Osnovne karakteristike :
- greska pojačanja max 0.025%
- programabilno pojačanje : 1,10,100